# Chemin de halage de la Marne
Le chemin de halage de la Marne  indiqué sur certaines cartes chemin de l’île des Corbeaux est une voie qui longe la Marne à Charenton-le-Pont, en France. Son accès est limité aux véhicules de service de VNF, aux piétons et aux cyclistes.

## Situation et accès
Le chemin de halage débute à Charenton dans l’île Martinet au bord du stade Henri Guérin  en liaison avec le  chemin de l’ancienne écluse par un court tronçon de 70 mètres perpendiculaire à la Marne.
Cet accès est signalé par des panneaux d'itinéraires cyclables une centaine de mètres en aval et en amont sur le chemin de l'ancienne écluse.
Le chemin longe ensuite la rivière en passant successivement sous la passerelle d’Alfortville, le pont ferroviaire de la ligne Paris-Lyon,  le pont de la ligne de métro 8, le pont de Charenton et se prolonge sur le territoire de la commune de Saint-Maurice par le chemin de l'île des Corbeaux. 
On peut également y accéder en venant du quai des Carrières par le pont de l’île Martinet qui comporte une piste cyclable bidirectionnelle.
Il fait partie de l’itinéraire cyclable départemental du Val-de-Marne n° 2 de Paris aux bords de Marne dans le prolongement en aval de la voie verte du quai de Charenton.

## Origine du nom
Une de ses dénominations est liée à l’île des Corbeaux proche de son extrémité à Saint-Maurice.

## Historique
Son tracé dans l'île Martinet date du comblement du canal de Saint-Maurice au début des années 1950 puis de la construction de l’autoroute de l’Est au début des années 1970.